# Yusuf Ziya Bahadınlı
Yusuf Ziya Bahadınlı (geboren als Yusuf Ziya Çalışkan; * 9. September 1927 in Yozgat; † 19. Mai 2025) war ein türkischer Verleger, Schriftsteller und Politiker.

## Leben
Er absolvierte das Gazi Eğitim Enstitüsü in Ankara, änderte seinen Nachnamen in Bahadınlı und arbeitete zunächst von 1950 bis 1958 als Türkisch- und Literaturlehrer. Danach war als Verleger tätig und gründete den Hür Verlag (1958–1974). 1963 trat er in die Arbeiterpartei (TIP) ein und war von 1965 bis 1969 Abgeordneter der Großen Nationalversammlung der Türkei. Später gründete er den Yeni Dünya Verlag (1974–1990).
1979 wurde er vom Bayerischen Kultusministerium für ein Jahr nach Deutschland eingeladen. Nach dem Militärputsch 1980 konnte er nicht in die Türkei zurückkehren und lebte die folgenden 12 Jahre in Deutschland. 1991 ging er in die Türkei zurück und lebte in Istanbul.

## Schaffen
In seinen Werken nach 1979 widmete er sich Problemen der Migration. Mit seinen Erzählbänden suchte er vorwiegend ein jugendliches bzw. junges Publikum zu erreichen.

## Werke (Deutschland)
- Açılın kapılar. Hitit, Berlin 1989, ISBN 3-924423-08-3.
- In der Dunkelheit des Flures. 7 Erzählungen. Express-Edition, Berlin 1984, ISBN 3-88548-096-4.
- Zwischen zwei Welten. Ararat-Verlag, Berlin 1980, ISBN 3-921889-57-X (zweisprachig).